# خافي غيرا (لاعب كرة قدم مواليد 2003)
خافيير "خافي" غيرا مورينو (مواليد 13 مايو 2003) هو لاعب كرة قدم إسباني محترف يلعب كلاعب خط وسط في نادي فالنسيا في الدوري الإسباني.

## حياة مهنية
وُلِد خافي في جيليت، مقاطعة فالنسيا، وانضم إلى أكاديمية نادي فالنسيا لكرة القدم في عام 2019، قادماً من نادي فياريال لكرة القدم. في 14 مايو 2021، وقع أول عقد احترافي له مع نادي فالنسيا حتى عام 2024.
خاض خافي أول مباراة له مع الفريق الأول في 23 مايو 2021، حيث دخل كبديل متأخر لكوبا كويندريدي في مباراة انتهت بالتعادل 1-1 خارج أرضه في دوري الدرجة الثانية ب ضد نادي لوسبيتاليت، حيث كان فريقه قد هبط بالفعل. شارك لأول مرة مع الفريق الأول في 16 يناير التالي، ليحل محل زميله الخريج الشاب هوغو جيلامون في وقت متأخر من فوز 1-0 في كأس ملك إسبانيا على نادي أتلتيكو بالياريس.
خاض خافي أول مباراة له على المستوى الاحترافي، وفي الدوري الإسباني - في 16 أبريل 2023، ليحل محل سامو كاستييجو في خسارة 2-0 على أرضه أمام نادي إشبيلية. بعد أحد عشر يومًا، سجل هدف الفوز في اللحظة الأخيرة في فوز 2-1 على أرضه على ريال بلد الوليد، بعد دقائق فقط من دخوله كبديل.
في مايو 2023، مدد خافي ارتباطه بالنادي حتى عام 2027، وتمت ترقيته بالتأكيد إلى الفريق الرئيسي قبل موسم 2023-24. بدأ الموسم الجديد بتسجيل هدف الفوز في الدقيقة 88 في فوز 2-1 على نادي إشبيلية في 11 أغسطس، حيث دخل كبديل في الدقيقة 66.

## المسيرة الدولية
تم استدعاء خافي إلى تشكيلة منتخب إسبانيا تحت 19 عامًا في أغسطس 2021.

## أسلوب اللعب
يعد خافي لاعب وسط موهوب يمكنه اللعب إما في مركز الدفاع أو في مركز أكثر تقدمًا في خط الوسط. إنه يغطي مسافات طويلة، ويمتلك لعبة قصيرة رائعة، وهو رائع في تسليم الكرات الطويلة ولديه مهارات معالجة رائعة.

## إحصائيات المهنة
آخر تحديث لعبت المباراة في 22 أبريل 2025
.
| النادي       | الموسم       | الدوري                           | الدوري    | الدوري  | كوبا ديل راي | كوبا ديل راي | إجمالي    | إجمالي  |
| النادي       | الموسم       | القسم                            | التطبيقات | الأهداف | التطبيقات    | الأهداف      | التطبيقات | الأهداف |
| ------------ | ------------ | -------------------------------- | --------- | ------- | ------------ | ------------ | --------- | ------- |
| فالنسيا ب    | 2020–21      | الدوري الإسباني الدرجة الثانية ب | 1         | 0       | -أجل         | -أجل         | 1         | 0       |
| فالنسيا ب    | 2021–22      | الدوري الإسباني الدرجة الخامسة   | 23        | 0       | -أجل         | -أجل         | 23        | 0       |
| فالنسيا ب    | 2022–23      | الدوري الإسباني الدرجة الرابعة   | 25        | 1       | -أجل         | -أجل         | 25        | 1       |
| فالنسيا ب    | إجمالي       | إجمالي                           | 49        | 1       | -أجل         | -أجل         | 49        | 1       |
| فالنسيا      | 2021–22      | لاليغا                           | 0         | 0       | 1            | 0            | 1         | 0       |
| فالنسيا      | 2022–23      | لاليغا                           | 10        | 1       | 0            | 0            | 10        | 1       |
| فالنسيا      | 2023–24      | لاليغا                           | 36        | 4       | 4            | 0            | 40        | 4       |
| فالنسيا      | 2024–25      | لاليغا                           | 32        | 3       | 2            | 0            | 34        | 3       |
| فالنسيا      | إجمالي       | إجمالي                           | 78        | 8       | 7            | 0            | 85        | 8       |
| إجمالي المهن | إجمالي المهن | إجمالي المهن                     | 127       | 8       | 7            | 0            | 134       | 9       |

## الأوسمة
فردي
- المجموعة الثالثة من دوري سيغوندا فيدراثيون 2022–23: أفضل لاعب[11]
- لاعب الشهر في الدوري الإسباني تحت 23 سنة: سبتمبر 2023[12]

## روابط خارجية
- خافي غيرا على BDFutbol
- خافي غيرا على LaPreferente (بالإسبانية)
- خافي غيرا  على سكروي